# Oftringen
Oftringen est une ville et une commune suisse du canton d'Argovie, située dans le district de Zofingue.

Photo aérienne (1967).

## Culture et patrimoine

### Héraldique
| Blason | Blasonnement : D'azur aux trois croissants d'argent. |